# Синоди-Попов, Дмитрий Минаевич

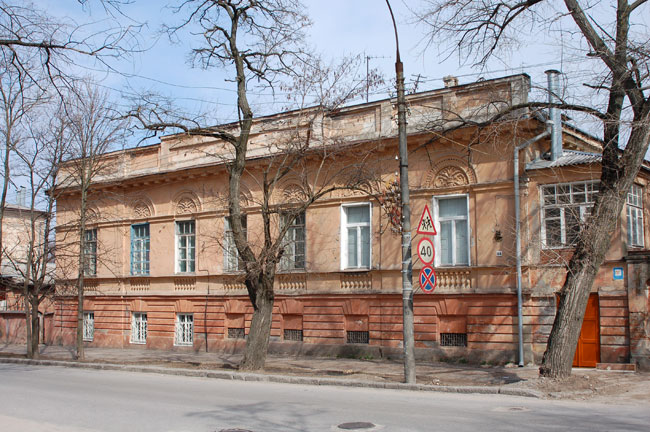
Дом, где родился художник

Дми́трий Мина́евич Синоди́-Попо́в (3 апреля 1855, Таганрог — 24 февраля 1910, Париж) — русский художник греческого происхождения.

## Биография
Родился 3 апреля 1855 года в Таганроге. Происходил из купеческой семьи греков, давших Таганрогу несколько видных деятелей, в том числе С. Г. Синоди-Попова, бывшего с 1844 по 1876 год директором таганрогского театра. Получил хорошее домашнее образование, владел французским, итальянским и греческим языками. С детства увлекался музыкой, которую изучал под руководством известного дирижёра Вацлава Сука, также увлекался живописью. Некоторое время учился в Петербургской Академии художеств, в Париже, в Италии, но курса нигде не окончил. В 1889 году работа Синоди-Попова «К обоюдному удовольствию» участвовала в периодической выставке Императорской Академии художеств .
Жил и работал в Таганроге.
В начале 1900-х годов получил наследство и уехал в Ригу, а затем в Париж. В Париже участвовал в художественных выставках. 
В последние годы своей жизни лечился в Риме и Париже. Умер в Париже 24 февраля 1910 года. Прах Синоди-Попова покоится в Париже.

## Работы находятся в собраниях
- Таганрогский художественный музей, Таганрог.[5]
- Частные коллекции России, Италии, Франции.

## Галерея

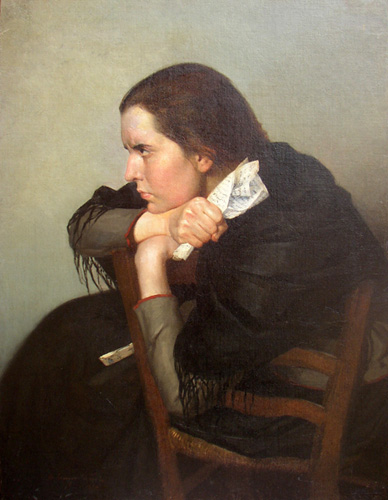
Письмо. Портрет художницы С.И. Блонской, х/м, 1890
Портрет скульптора Л.Е. Егорова, х/м, 1888